# Сигтунский поход
Сигтунский поход 1187 года — морской поход, по некоторым свидетельствам приведший к полному уничтожению крупнейшего шведского города Сигтуны.

## Национальность нападавших
В источниках нет единого мнения, кто разрушил шведскую столицу. В новгородских летописях сведения о походе отсутствуют. В западноевропейских анналах есть лишь краткие упоминания, причем национальность нападавших не упомянута. Они лишь названы pagani — язычники, но это название в то время могли применить и к православным. Наиболее старый источник, дающий более развернутое описание событий — Хроника Эрика, относящаяся к началу XIV века и опирающаяся, кроме доступных ей документов, на народные предания, — называет нападавших карелами. При этом он упоминает, что разгром Сигтуны вызвал радость в сердцах карел и русичей. Следующий по времени источник, Хроника Эрика Олая (середина XV века), утверждает, что нападение совершили карелы и новгородцы-русичи. В некоторых более поздних источниках упоминаются эсты. Некоторые поздние авторы комбинируют вышеназванные народы в разных соотношениях.
По мнению И. П. Шаскольского, наибольшее доверие вызывает Хроника Эрика, называющая нападавших карелами. Её автор, видимо, не имел доказательств, что в походе участвовали непосредственно русичи, но считал, что поход организован с их ведома.
В последующие века карелы перестали восприниматься шведами как опасный противник, способный совершить подобный поход, и другие средневековые историки стали все более выделять роль славян-русичей. Даже в некоторых позднейших списках Хроники Эрика вместо карел указаны русичи, несмотря на нарушение при этом стихотворного размера. Эсты же появились из-за неправильного толкования терминов в старинных источниках.
Молчание новгородских летописей, по его мнению, объясняется тем, что поход не являлся официальным мероприятием Новгородской республики. Прямых доказательств участия в этом походе новгородцев нет, но есть косвенные.

## Разгром Сигтуны
Долгое время после принятия христианства и переноса столицы из языческой Бирки, Сигтуна была религиозным и политическим центром Швеции. Сигтуна находилась на берегу озера Меларен, в 60 километрах от берега Балтийского моря. Озеро было связано с морем очень узким проливом. Город был достаточно хорошо укреплён природой и человеком, путь к нему лежал через шхеры и мелкие извилистые каменистые проливы. Сигтуна в описываемую эпоху была крупнейшим торговым городом Швеции со значительной долей славянского населения. В Сигтуне в XII в. уже существовал славянский торговый двор с постоянно находившимися там славянами. О наличии постоянного славянского присутствия в Сигтуне в XII столетии свидетельствует существование в городе каменной церкви св. Николая; сохранились её развалины. Находки во время раскопок на территории города многочисленных фрагментов славянской керамики — керамики с волнисто-линейным орнаментом, производившейся и употреблявшейся в славянских землях, показали, что данную керамику производили на месте.
Несмотря на это, нападавшие, предположительно вышедшие в море из старого западного устья Вуоксы (где впоследствии был основан шведами Выборг), сумели незаметно пересечь море, пройти протоками в шхерах и 12 августа 1187 года внезапно захватить город. Был убит уппсальский архиепископ Иоанн. Сигтуна якобы была разрушена до основания, однако чётких достоверных подтверждений этого факта в письменных источниках нет. Что точно известно, то это тот факт что больше Сигтуна никогда уже не была полностью  восстановлена и навсегда утратила свое столичное значение. Также существует мнение историков, что напавшие карелы её не разрушили, а удар по её городскому хозяйству был нанесён изнутри —репрессиями шведов против славян Сигтуны, которых обвинили в сотрудничестве с напавшими карелами или явном непротивлении им, причём оставшееся шведское население продолжало жить в городе вплоть до XIV века. Археологические раскопки показывают, что Сигтуна продолжала расти и обогащаться и после описываемого  разорения, по крайней мере до середины 1300-х гг. Никакого слоя сажи, пепла и других следов огромного пожара так и не было не обнаружено вовсе. Масштабы разрушения, если оно и имело место, по крайней мере сильно преувеличены.
Опыт по утрате данной столицы государства  был шведами учтён, и в XIII веке ярл Биргер построил у узкого пролива, ведущего в озеро Меларен, новый  замок Стокгольм, чтобы не допустить повторения подобных набегов.

## Последствия похода
Осенью 1188 года в некоторых городах Швеции и Готланда были схвачены купцы-новгородцы. Некоторые исследователи считают эти летописные сведения доказательством роли Великого Новгорода в походе, но научного консенсуса по этому поводу нет.

## Сигтунские врата
Другим очень косвенным и спорным доказательством участия новгородцев в походе является наличие в Софийском соборе Новгорода так называемых Сигтунских врат. Эти ворота, основная часть которых, по мнению исследователей, была изготовлена в 1152—1154 годах в Магдебурге для недавно построенного собора Успения Приснодевы Марии в Плоцке, представляют собой скульптурный иконостас с католическими изображениями, включая фигуры епископов Магдебурга и Плоцка.
О том, как они могли бы оказаться в Швеции, нет никаких сведений в шведских источниках.
По публикации Фёдора Аделунга 1823 года, основанной в основном на эпосе Хроники Эрика, эти врата являются воинским трофеем новгородцев, ходивших по морю в 1187 году в Сигтуну.
Эта версия также косвенно подтверждается и фрагментом в письме Якоба Делагарди, написанном в 1616 году шведскому канцлеру Акселю Оксеншерна:

«Относительно медных врат, которые его королевское величество желает, чтобы ему прислали из Новгорода ради их достопримечательности, тем более, что они были некогда взяты из Сигтуны, — то я очень бы желал исполнить приказание его королевского величества».

Другие предположения появления ворот в Новгороде: разграбление собора в Плоцке литовцами в XIII веке во время военного похода в Мазовии, или подарок польского духовенства новгородскому князю. По некоторым данным, ворота появились  в Новгороде уже в 1170 году — вскоре после их изготовления, по другим сведениям польских историков — не ранее середины XV века.
Ворота, попавшие в Новгород, возможно, были повреждены, или разобраны перед перевозкой — у них были утеряны некоторые элементы, местные мастера собрали их уже в другом нарушенном порядке.
Новгородцы в описываемую эпоху так же захватили город Дерпт (1262 год) и вероятно уже существовавшее поселение на месте города Або (датировка 1198 годом считается недостоверной) и поднее уже сам появившийся город Або (1318), но источники не упоминают вывоз ворот из этих городов, и в первом случае даже самого города Або ещё не было. Кроме того, в Дерпте новгородцам не удалось захватить замок, где находился городской собор, на котором могли бы быть предположительно подобные ворота. На самих воротах есть черты, связанные с религиозным культом святого Зигфрида, особо почитаемого в Сигтуне.

## Источник
- И. П. Шаскольский. Сигтунский поход 1187 г. // Борьба Руси против крестоносной агрессии на берегах Балтики в XII-XIII вв. — Л.: “Наука”, 1978.
- «Сигтунские врата» // Виктор Казимирович Болдак